# Anna Tyszkiewicz

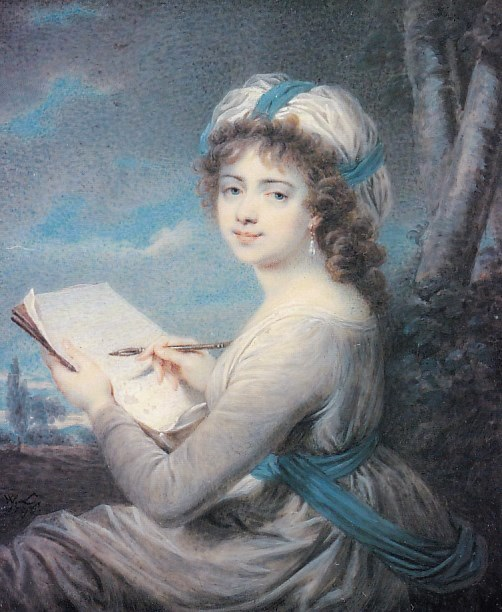
Anna Potocka.

Anna Tyszkiewicz (1779-1867) fue una noble polaca, autora de un diario personal de gran valor histórico. Con el nombre de Memorias de la condesa Potocka (en inglés: Memoirs of the Countess Potocka), su diario se publicó en 1897.

## Biografía
Anna era la hija de Ludwik Tyszkiewicz y Konstancja Poniatowska, y se casó con Aleksander Stanislaw Potocki el 15 de mayo de 1805 en Wilno. Se divorció de él en 1821 y se volvió a casar, esta vez con Stanislaw Dunin-Wąsowicz. Su diario fue escrito entre los años 1794 y 1820, y son considerados como una importante fuente de información histórica. Fue publicado en 1897-98. 

## Obras

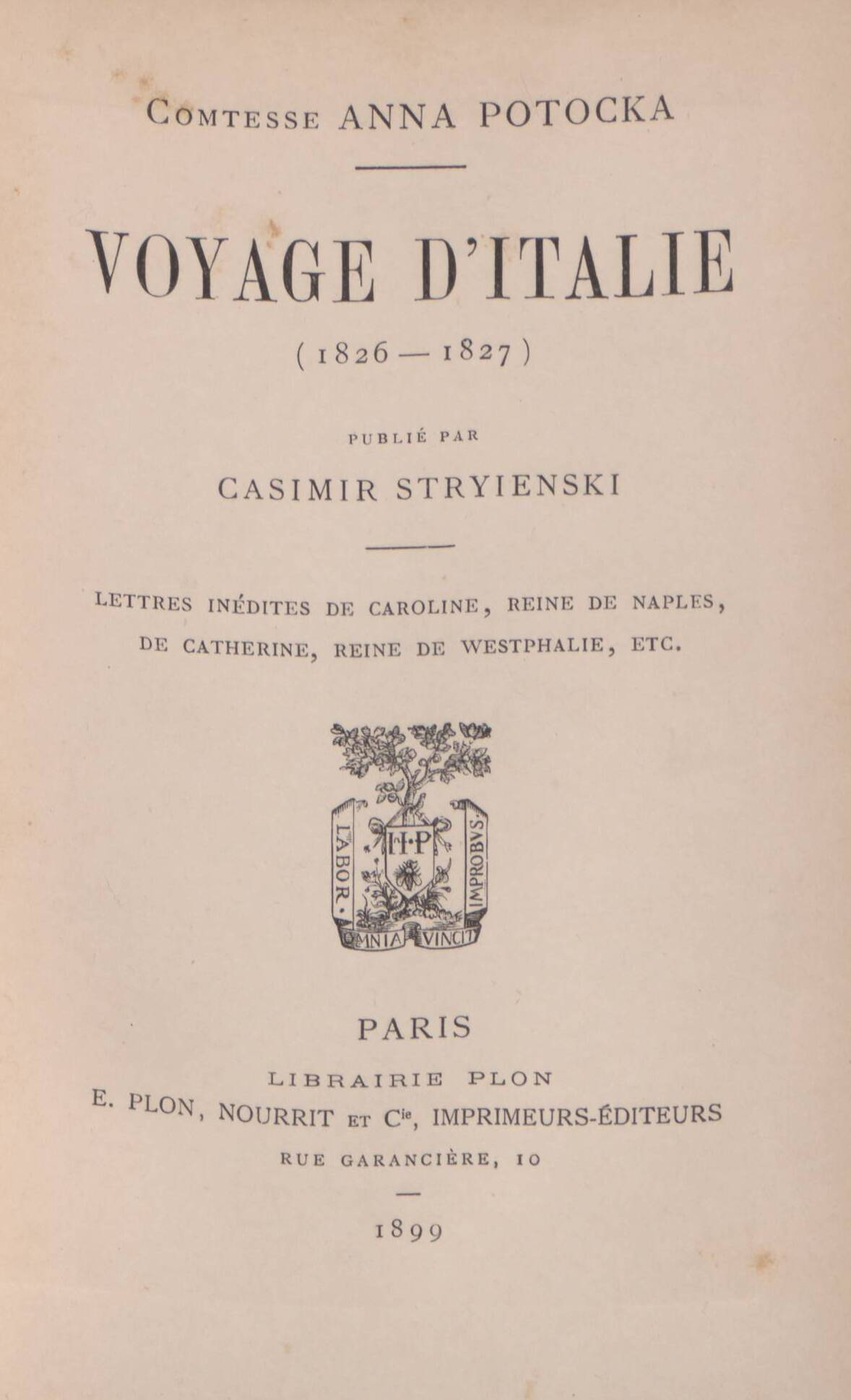
Voyage d'Italie (1899)

- "Wspomnienia naocznego świadka" (1898)
- * Tyszkiewicz, Anna (1899). Voyage d'Italie. Paris: Plon, Nourrit et C.ie.